# Simon Magus (película)
Simon Magus (literal, Simón el Mago) es una película de misterio británica dirigida por Ben Hopkins y estrenada en 1999. Está protagonizada por Stuart Townsend y compitió en el 49.º Festival Internacional de Cine de Berlín . La película lleva el título de Simón el Mago, un hombre simple interpretado por Noah Taylor que lleva por nombre el del famoso mago del siglo I Simon Magus.

## Sinopsis
Un judío llamado Dovid Bendel (Stuart Townsend) intenta dar vida a un pueblo arruinado construyendo una estación de trenes. Un rico hacendado, interpretado por Rutger Hauer, accede a proporcionar el terreno necesario, con la única condición de que Dovid lea su poesía. Un astuto hombre de negocios (Sean McGinley) también está interesado en el terreno, que trata de ganar usando dinero y amenazas.

## Reparto
- Stuart Townsend : Dovid Bendel, el judío.
- Rutger Hauer : conde Albrecht, The Squire, más interesado en la poesía que en el dinero.
- Sean McGinley : empresario.
- Noah Taylor : Simon Magus.
- Ian Holm : el diablo.